# 윤화섭
윤화섭(尹和燮, 1955년 9월 5일~)은 대한민국의 정치인이다. 제14대 민선 7기 경기도 안산시장이다.

## 학력
- 상지대학교 행정학 학사
- 고려대학교 정책대학원 행정학 석사

## 경력
- 천정배 국회의원 사무국장
- 새천년민주당 경기도 지부 안산시 을 지구당 사무국장
- 2006 열린우리당 경기도당 상무위원
- 안산 YMCA 사회체육위원장
- 안산문화원 이사
- 안산발전시민연대 대표
- 2007.04~2010.06 제7대 경기도의회 의원(초선, 안산시 제5선거구)
  - 제7대 경기도의회 민주당 대표의원
- 2010.07~2014.06 제8대 경기도의회 의원(재선, 안산시 제5선거구)
  - 제8대 경기도의회 구제역 행정사무조사 특별위원회 위원장
  - 2012.07~2013.07 제8대 경기도의회 후반기 의장
- 전국시도의회의장협의회 정책위원
- 제14대 전국시도의회의장협의회 부회장
- 2014.07~2018.03 제9대 경기도의회 의원(3선, 안산시 제5선거구)
  - 2016.01~2016.07 제9대 경기도의회 전반기 의장
- 2018.07~2022.06: 제14대 민선 7기 경기도 안산시장(초선)[2][3]
- 2018.12~2020.05: 더불어민주당 경기도당 안산시 단원구 을 지역위원회 위원장 직무대행

## 전과
- 교통사고처리특례법위반: 벌금 250만원 - 2000년 5월 31일 선고[4]
- 도로교통법위반(음주운전): 벌금 100만원 - 2005년 5월 3일 선고[4]
- 정치자금법위반(2018년~2021년 선고)

## 역대 선거 결과
|  | 39.70% |

|  | 30.47% |

|  | 39.5% |

|  | 61.26% |

|  | 52.19% |

|  | 56.13% |

|  | 6.57% |